# Juan Velásquez (militar)
General Juan Velásquez fue un militar mexicano con idealismo villista que participó en la Revolución mexicana. Nació en San Juan del Río, Durango, siendo pariente de Francisco Villa. En 1910 se incorporó al movimiento maderista al lado de este. Con el tiempo llegó a formar parte de su escolta de "Dorados". Murió durante un confuso combate, contra otras fuerzas villistas el 9 de febrero de 1917. 